# Marcus Roloff

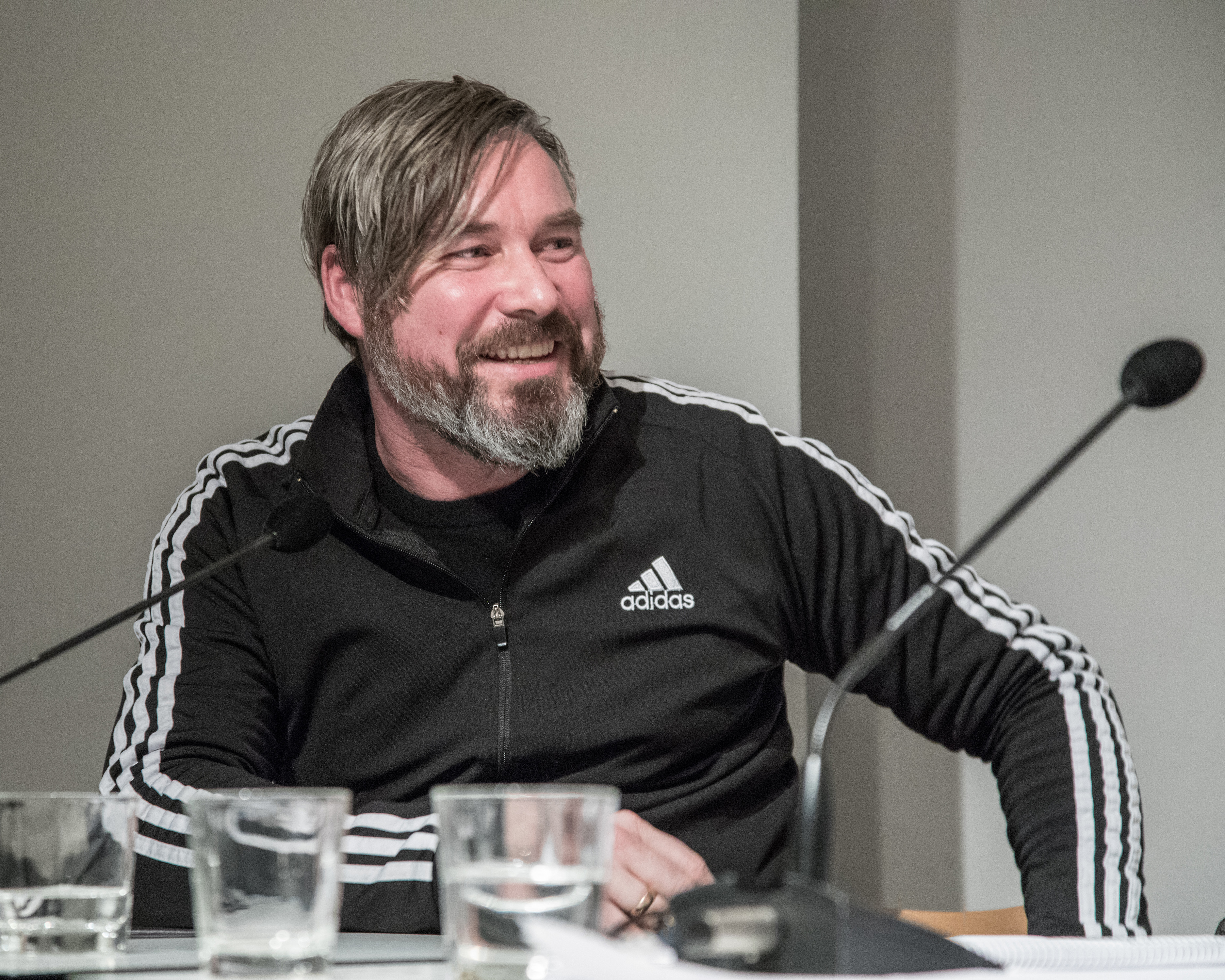
Marcus Roloff bei einer Lesung im Haus für Poesie, Berlin 2019

Marcus Roloff (* 31. Januar 1973 in Neubrandenburg) ist ein deutscher Schriftsteller, Lyriker und Übersetzer.

## Leben
Marcus Roloff wuchs in Neubrandenburg, Neustrelitz und nach der Übersiedlung der Familie in die Bundesrepublik in Bremen auf. Er studierte Neuere Deutsche Literatur, Philosophie und Kulturwissenschaft an der Humboldt-Universität zu Berlin. 1997 debütierte er mit dem Gedichtband Herbstkläger.
Seitdem erscheinen Gedichte und Kurzprosa in Literaturzeitschriften und Anthologien, unter anderem im Jahrbuch der Lyrik, der nicht mehr existenten ndl, der im S. Fischer Verlag erscheinenden Vierteljahrsschrift Neue Rundschau und in Tageszeitungen wie NZZ, FAZ oder Freie Presse sowie online (zwischen 2007 und 2010) im Forum der 13 und aktuell auf lyrikkritik.de. Im März 2021 erschien der Gedichtband gespräch mit dem horizont.
Marcus Roloff lebt in Frankfurt am Main.

## Rezeption
„Marcus Roloff […] ein hervorragender poetischer Geodät, kundig in der Kartografierung von 'Dauerlandschaften', demonstriert […] nicht nur seine Passion für die Entzifferung visueller Konstellationen, sondern auch sein Interesse an der Überschreibung tradierter Mythen.“

„Wenn nach all den Abgesängen auf Geschichte, Erzählung und Subjekt, auf Erkenntnismöglichkeit und der definitiven Abkehr aller fortschrittlichen Dichtung von naiver Abbildgläubigkeit noch irgendein lyrischer Realismus möglich ist, dann vielleicht der von Marcus Roloff.“

„Ohnehin weist Roloffs Dichtung immer mindestens in zwei Richtungen, alle Gedichte leben von einer ihnen innewohnenden Ambivalenz. Brechungen und Perspektivwechsel spielen eine große Rolle. Heiliges trifft auf Profanes, das Dunkle auf das Helle, während das Ganze wieder in Teile zerfällt, oder vom Strand in den Weltraum aufbricht.“

## Veröffentlichungen
- Herbstkläger. Gedichte. Connewitzer Verlagsbuchhandlung, Leipzig 1997. ISBN 978-3-928833-62-2
- gedächtnisformate. Gedichte. Gutleut Verlag, Frankfurt a. M./Weimar 2006. ISBN 978-3-936826-63-0
- im toten winkel des goldenen schnitts. Gedichte. Gutleut Verlag, Frankfurt a. M./Weimar 2010. ISBN 978-3-936826-49-4
- reinzeichnung. Gedichte. Verlag Das Wunderhorn, Heidelberg 2015. ISBN 978-3-88423-501-0
- Waldstücke. Gedichte. Gonzo Verlag, Mainz 2017. ISBN 978-3-944564-28-9
- Mogk's Bierstubb in Platons Schneekugel, hochroth Verlag, Heidelberg 2019. ISBN 978-3-903182-53-0
- gespräch mit dem horizont. Gedichte, Stadtlichter Presse, Wenzendorf 2021. ISBN 978-3-947883-21-9

### Anthologien und Literaturzeitschriften (Auswahl)
- Björn Kuhligk und Jan Wagner (Hrsg.), Lyrik von Jetzt zwei (50 Stimmen). Berlin Verlag, Berlin 2008
- Christoph Buchwald und Jan Wagner (Hrsg.), Jahrbuch der Lyrik 2013. Deutsche Verlags-Anstalt, München 2013
- Stavros S. Karayanni (Ed.), Cadences. A Journal of Literature and the Arts in Cyprus, Volume 9. European University Cyprus, Nikosia 2013
- Hiltrud Gnüg (Hrsg.), Nichts ist versprochen. Liebesgedichte der Gegenwart. Reclam-Verlag, Ditzingen 2014
- Michael Braun (Hrsg.), Die zweite Schöpfung. Poesie und Bildende Kunst (Gespräche mit Klaus Merz, Silke Scheuermann u. a.), Verlag Das Wunderhorn, Heidelberg 2016, ISBN 978-3-88423-522-5
- Anja Bayer, Daniela Seel (Hrsg.), all dies hier, Majestät, ist deins – Lyrik im Anthropozän, kookbooks, Berlin 2016, ISBN 978-3-937445-80-9
- Hubert Spiegel (Hrsg.), Frankfurter Anthologie. Vierzigster Band. Gedichte und Interpretationen. Begr. von Marcel Reich-Ranicki, S. Fischer Verlag, Frankfurt a. M. 2017

Literaturzeitschriften
- ndl, Park, no man’s land, Ostragehege, Neue Rundschau, (SIC), Wespennest, Krachkultur, Sprache im technischen Zeitalter, poet, MÜTZE, außer.dem, Lichtungen, die horen[5]

### Übersetzung (Auswahl)
- John Ashbery: Ein weltgewandtes Land. Gedichte (übersetzt von Erwin Einzinger, Gerhard Falkner, Joachim Sartorius, Uljana Wolf u. a.). Verlag Luxbooks, Wiesbaden 2010. ISBN 978-3-939557-26-5
- Rafael Cadenas: Klagelieder im Gepäck. Gedichte (übersetzt zusammen mit Geraldine Gutiérrez-Wienken), parasitenpresse, Köln 2018. ISBN 978-3-947676-18-7
- Leonard Cohen: Die Flamme - The Flame. Zweisprachige Ausgabe (übersetzt zusammen mit Klaus Modick, Christian Lux, Kerstin Preiwuß u. a.), Kiepenheuer & Witsch, Köln 2018. ISBN 978-3-462-05221-3
- Adalber Salas Hernández: Die Zukunft nutzt sich ab durch Gebrauch. Gedichte (übersetzt zusammen mit Geraldine Gutiérrez-Wienken), hochroth Verlag, Heidelberg 2019. ISBN 978-3-903182-44-8
- Peter Orlovsky: Sauber abgewischt (Gedichte, zweisprachig). Mit einer Einführung von Gregory Corso und einem Nachwort von Hans Jürgen Balmes, Stadtlichter Presse, Wenzendorf 2020. ISBN 978-3-947883-07-3
- Philip Lamantia: Zerstörte Werke (Gedichte, zweisprachig). Übersetzt und mit einem Nachwort von Marcus Roloff, Stadtlichter Presse, Wenzendorf 2021. ISBN 978-3-947883-25-7
- Adalber Salas Hernández: Auf dem Kopf durch die Nacht. Gedichte, zweisprachig (übersetzt zusammen mit Geraldine Gutiérrez-Wienken), parasitenpresse, Köln 2021. ISBN 978-3-947676-82-8
- Kenneth Koch: Schicksal. Ausgewählte Gedichte. (Zweisprachig). Übersetzt und mit einem Nachwort von Marcus Roloff, Stadtlichter Presse, Wenzendorf 2022. ISBN 978-3-947883-36-3
- Eidukevičienė, Rūta / Hans Thill (Hrsg.): Lied vom Spaziergang. Gedichte aus Litauen. Reihe ‚Poesie der Nachbarn‘, Verlag Das Wunderhorn, Heidelberg 2024. ISBN 978-3-88423-709-0

## Vertonungen
- Péter Kőszeghy (* 1971): PRIAPOS für 4 Stimmen, Flöte, Oboe, Fagott, Saxophon, Percussion und elektronisches Zuspiel. UA April 2010 (intersonanzen-Festival, Potsdam)
- Christian Löffler (* 1985): Swift Code [Tonträger], Ki-Records, Köln 2012

## Auszeichnungen
- 2009: Stipendium im Künstlerhaus Schloss Wiepersdorf
- 2010: Lauter Niemand Preis für politische Lyrik (2. Platz)
- 2020: Stipendium extensiv initiativ des  Deutschen Übersetzerfonds
- 2021: Arbeitsstipendium des  Deutschen Übersetzerfonds[6]